# Evezés az 1992. évi nyári olimpiai játékokon
Az 1992. évi nyári olimpiai játékokon az evezésben tizennégy versenyszámban osztottak érmeket.

## Eseménynaptár
| E | Előfutamok | V | Vigaszág | ½ | Elődöntők | D | Döntő |

| júl./aug.                      | 27 | 28 | 29 | 30 | 31 | 1 | 2 |
| ------------------------------ | -- | -- | -- | -- | -- | - | - |
| Férfi egypárevezős             | E  |    | V  | ½  |    | D |   |
| Férfi kétpárevezős             | E  |    | V  | ½  |    | D |   |
| Férfi kormányos nélküli kettes | E  |    | V  | ½  |    | D |   |
| Férfi kormányos kettes         |    | E  | V  |    | ½  |   | D |
| Férfi négypárevezős            |    | E  | V  |    | ½  |   | D |
| Férfi kormányos nélküli négyes |    | E  | V  |    | ½  |   | D |
| Férfi kormányos négyes         | E  |    | V  |    |    | D |   |
| Férfi nyolcas                  |    | E  | V  |    | ½  |   | D |
| Női egypárevezős               |    | E  | V  |    | ½  |   | D |
| Női kétpárevezős               | E  |    | V  | ½  |    | D |   |
| Női kormányos nélküli kettes   | E  |    | V  | ½  |    | D |   |
| Női négypárevezős              |    | E  |    |    | V  |   | D |
| Női kormányos nélküli négyes   | E  |    | V  |    |    | D |   |
| Női nyolcas                    |    | E  |    |    | V  |   | D |

## Összesített éremtáblázat
(Az egyes számoszlopok legmagasabb értéke, vagy értékei vastagítással kiemelve.)
| Az 1992. évi nyári olimpiai játékok éremtáblázata evezésben | Az 1992. évi nyári olimpiai játékok éremtáblázata evezésben | Az 1992. évi nyári olimpiai játékok éremtáblázata evezésben | Az 1992. évi nyári olimpiai játékok éremtáblázata evezésben | Az 1992. évi nyári olimpiai játékok éremtáblázata evezésben | Olimpia  |
| ----------------------------------------------------------- | ----------------------------------------------------------- | ----------------------------------------------------------- | ----------------------------------------------------------- | ----------------------------------------------------------- | -------- |
|                                                             | Ország                                                      | Arany                                                       | Ezüst                                                       | Bronz                                                       | Összesen |
| 1.                                                          | Németország (GER)                                           | 4                                                           | 3                                                           | 3                                                           | 10       |
| 2.                                                          | Kanada (CAN)                                                | 4                                                           | 0                                                           | 1                                                           | 5        |
| 3.                                                          | Románia (ROU)                                               | 2                                                           | 4                                                           | 1                                                           | 7        |
| 4.                                                          | Ausztrália (AUS)                                            | 2                                                           | 0                                                           | 0                                                           | 2        |
| 4.                                                          | Nagy-Britannia (GBR)                                        | 2                                                           | 0                                                           | 0                                                           | 2        |
|                                                             |                                                             |                                                             |                                                             |                                                             |          |
| 6.                                                          | Egyesült Államok (USA)                                      | 0                                                           | 2                                                           | 1                                                           | 3        |
| 7.                                                          | Olaszország (ITA)                                           | 0                                                           | 1                                                           | 1                                                           | 2        |
| 8.                                                          | Ausztria (AUT)                                              | 0                                                           | 1                                                           | 0                                                           | 1        |
| 8.                                                          | Belgium (BEL)                                               | 0                                                           | 1                                                           | 0                                                           | 1        |
| 8.                                                          | Csehszlovákia (TCH)                                         | 0                                                           | 1                                                           | 0                                                           | 1        |
| 8.                                                          | Norvégia (NOR)                                              | 0                                                           | 1                                                           | 0                                                           | 1        |
|                                                             |                                                             |                                                             |                                                             |                                                             |          |
| 12.                                                         | Lengyelország (POL)                                         | 0                                                           | 0                                                           | 2                                                           | 2        |
| 12.                                                         | Szlovénia (SLO)                                             | 0                                                           | 0                                                           | 2                                                           | 2        |
| 14.                                                         | Egyesített Csapat (EUN)                                     | 0                                                           | 0                                                           | 1                                                           | 1        |
| 14.                                                         | Hollandia (NED)                                             | 0                                                           | 0                                                           | 1                                                           | 1        |
| 14.                                                         | Kína (CHN)                                                  | 0                                                           | 0                                                           | 1                                                           | 1        |
|                                                             |                                                             |                                                             |                                                             |                                                             |          |
| Összesen                                                    | Összesen                                                    | 14                                                          | 14                                                          | 14                                                          | 42       |

## Férfi

### Éremtáblázat
| Az 1992. évi nyári olimpiai játékok éremtáblázata férfi evezésben | Az 1992. évi nyári olimpiai játékok éremtáblázata férfi evezésben | Az 1992. évi nyári olimpiai játékok éremtáblázata férfi evezésben | Az 1992. évi nyári olimpiai játékok éremtáblázata férfi evezésben | Az 1992. évi nyári olimpiai játékok éremtáblázata férfi evezésben | Olimpia  |
| ----------------------------------------------------------------- | ----------------------------------------------------------------- | ----------------------------------------------------------------- | ----------------------------------------------------------------- | ----------------------------------------------------------------- | -------- |
|                                                                   | Ország                                                            | Arany                                                             | Ezüst                                                             | Bronz                                                             | Összesen |
| 1.                                                                | Németország (GER)                                                 | 2                                                                 | 2                                                                 | 1                                                                 | 5        |
| 2.                                                                | Ausztrália (AUS)                                                  | 2                                                                 | 0                                                                 | 0                                                                 | 2        |
| 2.                                                                | Nagy-Britannia (GBR)                                              | 2                                                                 | 0                                                                 | 0                                                                 | 2        |
| 4.                                                                | Románia (ROU)                                                     | 1                                                                 | 1                                                                 | 1                                                                 | 3        |
| 5.                                                                | Kanada (CAN)                                                      | 1                                                                 | 0                                                                 | 0                                                                 | 1        |
|                                                                   |                                                                   |                                                                   |                                                                   |                                                                   |          |
| 6.                                                                | Olaszország (ITA)                                                 | 0                                                                 | 1                                                                 | 1                                                                 | 2        |
| 7.                                                                | Ausztria (AUT)                                                    | 0                                                                 | 1                                                                 | 0                                                                 | 1        |
| 7.                                                                | Csehszlovákia (TCH)                                               | 0                                                                 | 1                                                                 | 0                                                                 | 1        |
| 7.                                                                | Egyesült Államok (USA)                                            | 0                                                                 | 1                                                                 | 0                                                                 | 1        |
| 7.                                                                | Norvégia (NOR)                                                    | 0                                                                 | 1                                                                 | 0                                                                 | 1        |
|                                                                   |                                                                   |                                                                   |                                                                   |                                                                   |          |
| 11.                                                               | Lengyelország (POL)                                               | 0                                                                 | 0                                                                 | 2                                                                 | 2        |
| 11.                                                               | Szlovénia (SLO)                                                   | 0                                                                 | 0                                                                 | 2                                                                 | 2        |
| 13.                                                               | Hollandia (NED)                                                   | 0                                                                 | 0                                                                 | 1                                                                 | 1        |
|                                                                   |                                                                   |                                                                   |                                                                   |                                                                   |          |
| Összesen                                                          | Összesen                                                          | 8                                                                 | 8                                                                 | 8                                                                 | 24       |

### Érmesek
| Az 1992. évi nyári olimpiai játékok érmesei férfi evezésben | | | |
| Versenyszám                                                 | Arany | Ezüst | Bronz |
| Egypárevezős                                                | Thomas Lange · Németország (GER) · 6:51.40 | Václav Chalupa · Csehszlovákia (TCH) · 6:52.93 | Kajetan Broniewski · Lengyelország (POL) · 6:56.82 |
| Kétpárevezős                                                | Ausztrália (AUS) · Peter Antonie · Stephen Hawkins · 6:17.32 | Ausztria (AUT) · Arnold Jonke · Christoph Zerbst · 6:18.42 | Hollandia (NED) · Nico Rienks · Henk Jan Zwolle · 6:22.82 |
| Kormányos nélküli kettes                                    | Nagy-Britannia (GBR) · Matthew Pinsent · Steve Redgrave · 6:27.72 | Németország (GER) · Colin Ettingshausen · Peter Holtzenbein · 6:32.68 | Szlovénia (SLO) · Iztok Čop · Denis Žvegelj · 6:33.43 |
| Kormányos kettes                                            | Nagy-Britannia (GBR) · Garry Herbert (cox) · Greg Searle · Jonny Searle · 6:49.83                                                                                            | Olaszország (ITA) · Giuseppe Di Capua (cox) · Carmine Abbagnale · Giuseppe Abbagnale · 6:50.98                                                                            | Románia (ROU) · Dimitrie Popescu · Dumitru Răducanu · Nicolaie Taga · 6:51.58 |
| Négypárevezős                                               | Németország (GER) · Andreas Hajek · Michael Steinbach · Stephan Volkert · André Willms · 5:45.17                                                                             | Norvégia (NOR) · Kjetil Undset · Per Sætersdal · Lars Bjønness · Rolf Thorsen · 5:47.09                                                                                   | Olaszország (ITA) · Alessandro Corona · Gianluca Farina · Rossano Galtarossa · Filippo Soffici · 5:47.33                                                                              |
| Kormányos nélküli négyes                                    | Ausztrália (AUS) · Andrew Cooper · Nick Green · Mike McKay · James Tomkins · 5:55.04                                                                                         | Egyesült Államok (USA) · Jeffrey McLaughlin · William Burden · Thomas Bohrer · Patrick Manning · 5:56.68                                                                  | Szlovénia (SLO) · Milan Janša · Sadik Mujkič · Sašo Mirjanič · Janez Klemenčič · 5:58.24                                                                                              |
| Kormányos négyes                                            | Románia (ROU) · Iulica Ruican · Viorel Talapan · Dimitrie Popescu · Dumitru Răducanu · Nicolaie Taga · 5:59.37                                                               | Németország (GER) · Ralf Brudel · Uwe Kellner · Thoralf Peters · Karsten Finger · Hendrik Reiher · 6:00.34                                                                | Lengyelország (POL) · Wojciech Jankowski · Maciej Łasicki · Jacek Streich · Tomasz Tomiak · Michał Cieślak · 6:03.27                                                                  |
| Nyolcas                                                     | Kanada (CAN) · Darren Barber · Andrew Crosby · Michael Forgeron · Robert Marland · Terrence Paul · Derek Porter · Michael Rascher · Bruce Robertson · John Wallace · 5:29.53 | Románia (ROU) · Iulică Ruican · Viorel Talapan · Vasile Năstase · Claudiu Marin · Dănuţ Dobre · Valentin Robu · Vasile Măstăcan · Ioan Vizitiu · Marin Gheorghe · 5:29.67 | Németország (GER) · Roland Baar · Armin Eichholz · Detlef Kirchhoff · Manfred Klein · Bahne Rabe · Frank Richter · Hans Sennewald · Thorsten Streppelhoff · Ansgar Wessling · 5:31.00 |

## Női

### Éremtáblázat
| Az 1992. évi nyári olimpiai játékok éremtáblázata női evezésben | Az 1992. évi nyári olimpiai játékok éremtáblázata női evezésben | Az 1992. évi nyári olimpiai játékok éremtáblázata női evezésben | Az 1992. évi nyári olimpiai játékok éremtáblázata női evezésben | Az 1992. évi nyári olimpiai játékok éremtáblázata női evezésben | Olimpia  |
| --------------------------------------------------------------- | --------------------------------------------------------------- | --------------------------------------------------------------- | --------------------------------------------------------------- | --------------------------------------------------------------- | -------- |
|                                                                 | Ország                                                          | Arany                                                           | Ezüst                                                           | Bronz                                                           | Összesen |
| 1.                                                              | Kanada (CAN)                                                    | 3                                                               | 0                                                               | 1                                                               | 4        |
| 2.                                                              | Németország (GER)                                               | 2                                                               | 1                                                               | 2                                                               | 5        |
| 3.                                                              | Románia (ROU)                                                   | 1                                                               | 3                                                               | 0                                                               | 4        |
|                                                                 |                                                                 |                                                                 |                                                                 |                                                                 |          |
| 4.                                                              | Egyesült Államok (USA)                                          | 0                                                               | 1                                                               | 1                                                               | 2        |
| 5.                                                              | Belgium (BEL)                                                   | 0                                                               | 1                                                               | 0                                                               | 1        |
|                                                                 |                                                                 |                                                                 |                                                                 |                                                                 |          |
| 6.                                                              | Egyesített Csapat (EUN)                                         | 0                                                               | 0                                                               | 1                                                               | 1        |
| 6.                                                              | Kína (CHN)                                                      | 0                                                               | 0                                                               | 1                                                               | 1        |
|                                                                 |                                                                 |                                                                 |                                                                 |                                                                 |          |
| Összesen                                                        | Összesen                                                        | 6                                                               | 6                                                               | 6                                                               | 18       |

### Érmesek
| Az 1992. évi nyári olimpiai játékok érmesei női evezésben | | | |
| Versenyszám                                               | Arany | Ezüst | Bronz |
| Egypárevezős                                              | Elisabeta Oleniuc-Lipă · Románia (ROU) · 7:25.54 | Annelies Braedael · Belgium (BEL) · 7:26.64 | Silken Laumann · Kanada (CAN) · 7:28.85 |
| Kétpárevezős                                              | Németország (GER) · Kerstin Köppen · Kathrin Boron · 6:49.00 | Románia (ROU) · Veronica Cochelea-Cogeanu · Elisabeta Oleniuc-Lipă · 6:51.47 | Kína (CHN) · Ku Hsziao-li (Gu Xiaoli) · Lu Hua-li (Lu Huali) · 6:55.16 |
| Kormányos nélküli kettes                                  | Kanada (CAN) · Kathleen Heddle · Marnie McBean · 7:06.22 | Németország (GER) · Ingeburg Schwerzmann · Stefani Werremeier · 7:07.96 | Egyesült Államok (USA) · Stephanie Maxwell-Pierson · Anna Seaton · 7:08.11 |
| Négypárevezős                                             | Németország (GER) · Sybille Schmidt · Birgit Peter · Kerstin Müller · Kristina Mundt · 6:20.18                                                                                       | Románia (ROU) · Anișoara Dobre-Bălan · Doina Ignat · Constanța Burcică-Pipotă · Veronica Cochelea-Cogeanu · 6:24.34                                                                               | Egyesített Csapat (EUN) · Antonyina Dumcseva · Tetyana Usztyuzsanyina · Kacjarina Hadatovics · Jelena Hlopceva · 6:25.07                                                                        |
| Kormányos nélküli négyes                                  | Kanada (CAN) · Jennifer Barnes · Jessica Monroe · Brenda Taylor · Kay Worthington · 6:30.85                                                                                          | Egyesült Államok (USA) · Shelagh Donohoe · Cynthia Eckert · Carol Feeney · Amy Fuller · 6:31.86                                                                                                   | Németország (GER) · Antje Frank · Annette Hohn · Gabriele Mehl · Brite Siech · 6:32.34 |
| Nyolcas                                                   | Kanada (CAN) · Jennifer Barnes · Shannon Crawford · Megan Delehanty · Kathleen Heddle · Marnie McBean · Jessica Monroe · Brenda Taylor · Lesley Thompson · Kay Worthington · 6:02.62 | Románia (ROU) · Viorica Neculai · Adriana Chelariu-Bazon · Maria Păduraru · Iulia Bobeică · Doina Ciucanu-Robu · Victoria Lepădatu · Doina Șnep-Bălan · Elena Georgescu · Ioana Olteanu · 6:06.26 | Németország (GER) · Sylvia Dördelmann · Kathrin Haacker · Christiane Harzendorf · Daniela Neunast · Cerstin Petersmann · Dana Pyritz · Annegret Strauch · Ute Schell · Judith Zeidler · 6:07.80 |